# Pixel 2
O Pixel 2 e Pixel 2 XL são um par de smartphones Android projetados, desenvolvidos e comercializados pelo Google como parte da linha de produtos Google Pixel. Eles servem coletivamente como sucessores do Pixel e do Pixel XL. Eles foram anunciados oficialmente em 4 de outubro de 2017 no evento Made by Google e lançados nos Estados Unidos em 19 de outubro. Em 9 de outubro de 2018, foram sucedidos pelo Pixel 3 e Pixel 3 XL.

## História
No início de março de 2017, Rick Osterloh, do Google, confirmou que eles trariam um smartphone Pixel de "próxima geração" ainda naquele ano. Ele afirmou que "permaneceria premium" e que não haveria "Pixel barato".
O Google originalmente pretendia usar a HTC para fabricar os dois carros-chefe de 2017, mas depois mudou para a LG para fabricar o maior Pixel 2 XL. O dispositivo inédito que deveria ser o Pixel 2 XL sob o codinome "Muskie", foi posteriormente redesenvolvido pela HTC no HTC U11+.
O Google Pixel 2 e o Pixel 2 XL foram vendidos nos Estados Unidos pela Verizon e pelo Project Fi. Em 4 de outubro de 2018, a Verizon Wireless parou de vender o Pixel 2.

## Especificações

### Design
A parte traseira do Pixel 2 e do Pixel 2 XL é feita de alumínio com um fino "revestimento premium" de plástico e possui uma seção superior feita de vidro para fornecer transmissividade sem fio. Ao contrário do Pixel XL original, que era simplesmente uma versão ampliada do design do Pixel sem outras alterações, o design externo do Pixel 2 XL difere de seu irmão menor, empregando uma tela P-OLED 2:1 mais alta (comercializada como 18:9) em vez do AMOLED 16:9 do Pixel 2.

### Hardware
O Pixel 2 e o Pixel 2 XL são alimentados pelo Qualcomm Snapdragon 835, juntamente com 4 GB LPDDR4X RAM. Ambos vêm em opções de armazenamento de 64 ou 128 GB.
Exibição ampliada mostrando o arranjo diagonal de pixels PenTile no Pixel 2 (não XL)
O Pixel 2 tem um painel de exibição AMOLED de 5 polegadas (130 mm) 16:9 1080p (1920 × 1080) com uma densidade de pixels de 441 ppi, enquanto o Pixel 2 XL vem com um painel de exibição P-OLED de 6 polegadas (150 mm) 2:1 1440p (2880 × 1440) com uma densidade de pixels de 538 ppi.
Ambos os telefones possuem uma câmera traseira de 12,2 megapixels capaz de gravar vídeo 4K a 30 FPS, vídeo 1080p a 120 FPS e vídeo 720p a 240 FPS. A câmera também contém foco automático com detecção de fase, foco automático a laser e processamento HDR+. O Pixel 2 e o Pixel 2 XL também incluem o processador de imagem Pixel Visual Core (PVC) para processamento de imagem mais rápido e de menor consumo de energia, embora não tenha sido ativado até o lançamento do Android 8.1 em janeiro de 2018. O PVC foi projetado pela equipe de hardware do consumidor do Google com a colaboração da Intel. Os Pixels não têm suporte para vídeo 4K a 60 FPS, pois o processador não é poderoso o suficiente. O Pixel 2 inclui estabilização ótica de imagem que faltava no Pixel. O Google usa a estabilização de vídeo fundido, que reduz os problemas com trepidação da câmera, desfoque de movimento, distorção do obturador e respiração de foco, conforme encontrado em outros métodos de estabilização de imagem.

O Pixel 2 e o Pixel 2 XL suportam carregamento rápido USB Power Delivery, possuem sensor de impressão digital na parte traseira, resistência IP67 a poeira e água e são compatíveis com Daydream. O Pixel 2s tem um nano-SIM e um eSIM, suporte dual SIM habilitado para Android Q Beta 2, mas o Android Q Beta 3 o desativou.